# Uncaught Third Strike
Der Uncaught Third Strike (englisch für „Nicht gefangener dritter Strike“) ist ein Fachbegriff aus dem Baseball. Häufig wird auch vom Dropped Third Strike gesprochen, dies ist jedoch eine regeltechnisch und sprachlich ungenaue Bezeichnung.

## Definition
Der Uncaught Third Strike kann sich nur dann ereignen, wenn ein Pitch zu einem Batter ausgeführt wird, der bereits zwei Strikes in seinem Count hat. Ein dritter Strike wird als Uncaught (nicht gefangen) angesehen, wenn der Catcher den gepitchten Ball erst nach einer Bodenberührung fängt oder der Ball vom Umpire abprallt und danach vom Catcher gefangen wird. Ebenfalls auf Uncaught wird entschieden, wenn der Catcher den Ball beim Fangen nicht sicher unter Kontrolle bekommt und der Ball dadurch den Boden berührt oder sich direkt oder indirekt in der Ausrüstung des Catchers verfängt und dabei unspielbar wird. Berührt der Catcher aber den Ball mit der Hand oder dem Handschuh und kann den nicht direkt gefangenen Ball dann unmittelbar an seinen Körper drücken und dadurch festhalten, so gilt dieser Ball als gefangen (Caught strike) im Sinne der Regel.

## Folge
Bei einem Uncaught Third Strike wird der Batter unmittelbar zum Runner und kann versuchen, das erste Base zu erreichen, es sei denn, das erste Base ist besetzt, dann ist der Batter „Aus“. Sind im laufenden Inning bereits zwei Angreifer „Aus“, wird der Batter auf jeden Fall zum Runner und kann versuchen, regelgerecht das erste Base zu erreichen, unabhängig davon, ob ein anderer Läufer das erste Base zum Zeitpunkt des Pitches innehat und zum Vorrücken gezwungen wird.

## Verhalten des Umpire
Der Umpire signalisiert durch Zeichen und Ruf den dritten Strike, er gibt den Batter jedoch nicht „Aus“. Der Umpire kann einen Hinweis geben, dass der Strike nicht gefangen wurde, indem er ruft: „No catch, no catch“. Es steht dem Batter solange frei, einen Versuch zum Erreichen der ersten Base zu unternehmen, bis er vom Umpire „Aus“ gegeben wird. Der Umpire gibt den Batter erst dann „Aus“, wenn dieser entweder durch einen verteidigenden Spieler getagt wird, durch einen Wurf an die erste Base „Aus“ gemacht wird oder den Aschebereich um die Homeplate in Richtung Dugout verlassen hat.

## Scoring
Ereignet sich ein Uncaught Third Strike, so wird im Statistikblatt für den Pitcher auf jeden Fall ein Strikeout gescort, aber kein „Aus“. Dadurch kann es passieren, dass ein Pitcher in einem Inning mehr als drei Strikeouts erzielt. In der Geschichte des Major League Baseball gab es die Besonderheit von vier Strikeouts in einem Inning bisher 57 Mal.

## Sinn der Regel
Diese Regel wurde eingeführt, um die Defensivmannschaft zu zwingen, ein regelgerechtes „Aus“ zu erzielen. Es wird nicht als ausreichend für ein „Aus“ angesehen, dass der Batter einen vergeblichen Schlagversuch unternommen hat oder den Pitch falsch einschätzte, da dies sonst ein passives „Aus“ wäre. Die Regel verlangt deshalb ausdrücklich ein aktives Eingreifen der Verteidigung oder das „Aus“ durch Verlassen des Homeplatebereichs in Richtung Dugout.
Die Einschränkung der Regel auf eine unbesetzte First Base bei weniger als zwei „Aus“ dient dazu, ein absichtliches Fallenlassen des Balles durch den Catcher zu unterbinden. So wird das Erzwingen eines Double- oder Triple-Play verhindert, ähnlich wie bei der Infield-fly-Regel.

## World Series 1941
Ein bekannter Fall eines ungefangenen dritten Strikes ereignete sich in der World Series 1941 zwischen den New York Yankees und den Brooklyn Dodgers. Im vierten Spiel der Serie führten die Dodgers im neunten Inning 4:3 und Brooklyns Defensive musste lediglich noch den Yankees-Outfielder Tommy Henrich aus machen, um das Spiel zu gewinnen und die Serie auszugleichen. 
Brooklyns Pitcher Hugh Casey hatte schon zwei Strikes gegen Henrich, als er einen Curveball warf, der die Strikezone verfehlte. Nach diesem Wurf wäre Henrich im Spiel geblieben, wenn er den Schläger nicht bewegt (laid off) oder rechtzeitig zurückgezogen (checked swing) hätte. Henrich schwang allerdings nach dem Ball und verfehlte ihn, wonach er wiederum aus gewesen wäre, hätte der Catcher Mickey Owen den Ball gefangen. Der Ball beschrieb jedoch eine derart scharfe Kurve nach unten, dass Owen ihn ebenfalls nicht kontrollieren konnte. Der Ball rollte zum Backstop und während Mickey Owen ihn zurückholte, erreichte Henrich die erste Base. Das verbleibende Out reichte den Yankees, um mit drei weiteren Hits und zwei Walks noch vier Runs zu erzielen. Die Yankees gewannen das Spiel und die Dodgers verloren die Serie nach fünf Spielen 1:4.